# Efes

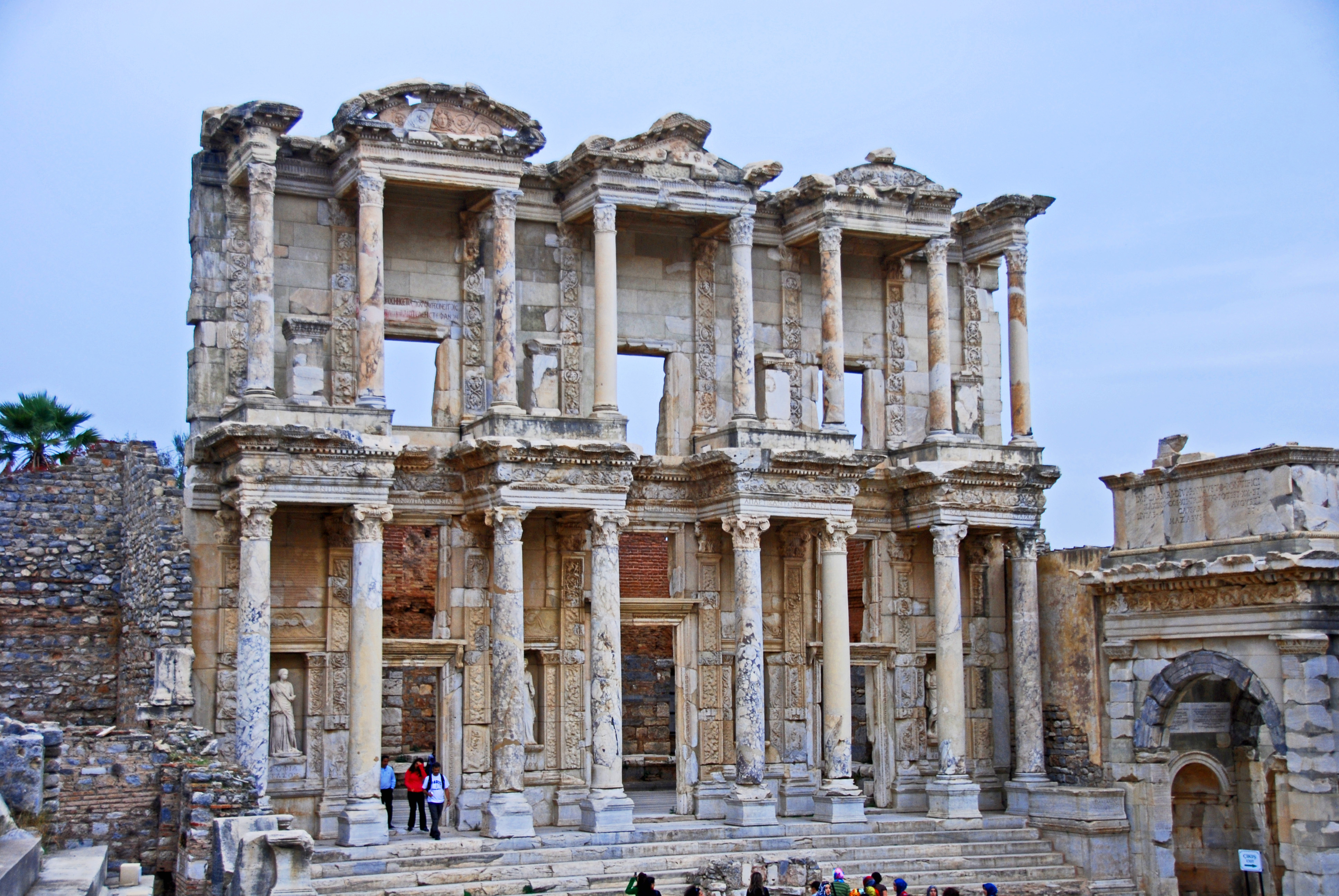
Biblioteca de Cels

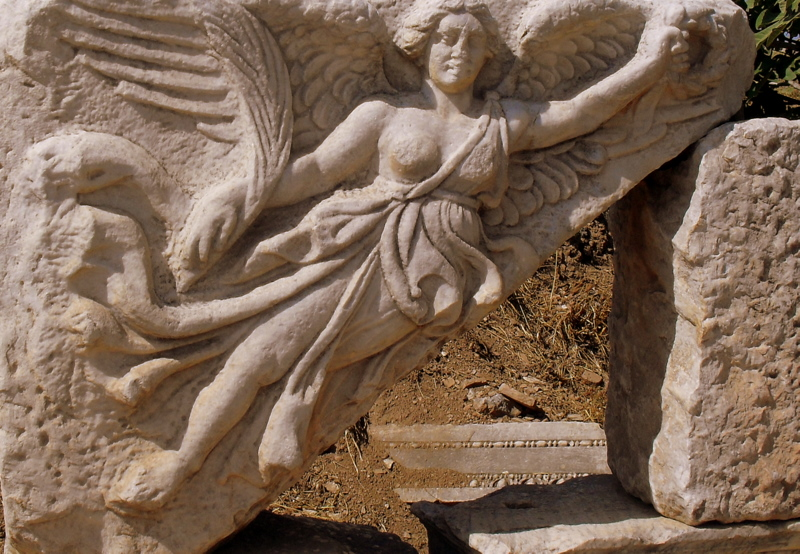
Nice (filla d'Estix)

Efes (grec antic: Ἔφεσος, Éphesos, llatí: Ephesus; Altolloc en català medieval) era una de les dotze ciutats de Jònia, prop de la desembocadura del riu Caïstre, i a la seva riba. Tenia un port que es deia Panormos. Era famosa pel seu immens Temple d'Àrtemis, una de les set meravelles del món antic.

## Nom
El nom d'Efes no apareix als textos homèrics, i Estrabó diu que no era tan antiga com la Guerra de Troia. En realitat, es tracta d'un nom ben antic, atès que en les tauletes hittites ja apareix documentada, sota la forma Apasa.
D'altra banda, els mites recollien noms alternatius per a la ciutat. Esteve de Bizanci en recull un segons el qual la ciutat s'anomenà Esmirna, nom pres d'una amàzona, de la mateixa manera que Plini el Vell deia que el nom d'Efes també provenia del nom d'una altra amàzona. Aquestes llegendes de les amàzones estan relacionada amb la deessa Àrtemis, la seva protectora i la principal divinitat d'Efes. Entre altres de caràcter mitològic Plini també cita Alope, Ortígia, Samòrnion i Ptèlea.
Ramon Muntaner, en la seva crònica, l'anomena Altolloch o Theologo, aquest darrer procedent del grec Ἅγιος Θεόλογος, Aios Theologos 'Sant Teologos' (un nom alternatiu de Sant Joan Baptista) i que donà nom a la vila d'Ayasuluğ, modernament Selçuk.

## Història
Apasa era el nom hittita d'una ciutat que ha estat identificada amb Efes. Va ser la capital del regne d'Arzawa. Apasa es menciona als anals del rei hittita Mursilis II quan organitzava una campanya contra el regne d'Arzawa.
Ferècides d'Atenes (citat per Estrabó) diu que la regió d'Efes i Mícale estava habitada pels lèleges i els caris ocupaven la resta de Jònia. Pausànias conserva una tradició que diu que Neleu i Àndrocles, fills de Codros, dirigint un grup de jonis, van expulsar del país els leleges, als que considera una branca dels caris, però que no van molestar als que vivien vora el temple, amb els que van arribar a un acord. Per aquesta indicació sembla que l'antic temple no era a la ciutat. Pausànias diu que a la seva època encara es mostrava la tomba d'Àndrocles, on hi figurava un home armat.
El rei Cresos va fer la guerra als jonis i va assetjar la ciutat que segurament ambicionava com a port de Sardes. Els assetjats van dedicar la ciutat a Àrtemis i van lligar-la amb una corda al temple de la deessa, perquè la protegís. Segons Estrabó hi havia 7 estadis entre l'antiga ciutat i el temple, que identifica la ciutat vella amb el nom de Paroreia. Després de l'època de Cresos els habitants van baixar a la plana i van viure al voltant del temple fins a l'època d'Alexandre el Gran.
La història d'Efes, tot i ser una de les ciutats més importants, és poc coneguda. Estrabó diu que s'hi va fixar la residència del rei (βασίλειον "basileion"), sense que se'n sàpiga exactament el significat. Tenia certs honors, com la presidència dels Jocs i una túnica morada com a símbol, a més d'un bàcul en lloc d'un ceptre i la direcció dels ritus de Demèter. Tucídides la considerava una mena de ciutat sagrada. Cal·lí d'Efes parla d'una guerra entre els magnets (els habitants de Magnèsia) i la seva ciutat natal.
Els cimmeris van envair l'Àsia Menor en el regnat del rei de Lídia Ardis II. Van pujar per la vall del Caystros i van arribar a Efes, però res se sap dels danys que li van causar. En aquests atacs es va destruir Magnèsia. Després d'això, Efes va caure sota domini de Lídia i després de Pèrsia.
El 499 aC durant la revolta Jònica, quan els atenencs i els eretris juntament amb els jonis van marxar a Sardes, van desembarcar a Efes i van deixar els vaixells al cap de Coressos. Gent de la ciutat els va guiar per la vall del riu Caïstre fins a les muntanyes de Tmolos. Van incendiar Sardes i es van retirar, però els perses els van perseguir fins a Efes i els van derrotar en un combat naval enfront de Milet. Els atenencs es van retirar a Micale i van anar de nit a Efes quan s'estava celebrant la festa de les Tesmofòries, i els ciutadans, que desconeixien què havia passat, els van atacar pensant que eren lladres, i els van matar, almenys a uns quants, segons Heròdot. Per aquests fets, se sap que Efes no tenia vaixells de guerra i, per tant, se suposa que no participava en la revolta de Jònia, tot i que en general hi devia simpatitzar. Xerxes quan va envair Grècia, va incendiar el temple de Dídima "i els altres temples", diu Estrabó però al d'Efes no li va passar res.
Gairebé al final de la Guerra del Peloponnès, el comandant atenenc Tràsil, que hi feia una expedició de saqueig, va desembarcar a Efes; el sàtrapa persa Tisafernes va fer una crida a tot el país, i va poder evitar el saqueig de la ciutat derrotant els atenencs, segons Xenofont.
Lisandre, el cap de la flota espartana, va entrar a Efes el 407 aC, amb objecte d'entrevistar-se amb Cir el Jove a Sardes. Mentre esperava, reparant les naus i recollint subministraments, l'atenenc Antíoc, que era a Nòtion com a comandant d'Alcibíades, es va enfrontar amb ell, però l'espartà va obtenir-hi la victòria.
Després de la batalla d'Egospòtam, els efesis van dedicar una estàtua a Lisandre (i a altres espartans menys coneguts) al temple d'Àrtemis. Però després de la victòria de Conó a Cnidos, van ser substituïdes per estàtues de Conó i Timoteu, com explica Pausànias. Va seguir en mans perses fins al temps d'Alexandre el Gran, a qui van acollir com a alliberador.
Lisímac de Tràcia va construir les muralles prop de la ciutat en un nou emplaçament més favorable i, com que els ciutadans no volien canviar els seus antics habitatges cap a la nova ciutat emmurallada, va inundar la ciutat vella tancant les sortides de l'aigua un dia de molta pluja, i així la va destruir. Lisímac va rebatejar Arsinoe la nova ciutat, pel nom de la seva dona, però aquest nou nom no hi va durar. La història, l'explica Esteve de Bizanci, però Estrabó simplement diu que la ciutat va desaparèixer un dia d'una gran tempesta que va fer créixer el riu. Esteve de Bizanci es basa per narrar la seva història, en un poema de Duris d'Elea, del qual no se sap més que va viure al segle iv aC. La construcció de la nova ciutat i la destrucció de la vella es pot datar cap al 322 aC. A la nova ciutat hi van ser portats també ciutadans de Colofó i Lèbedos, segons Pausànias, cosa que va contribuir al despoblament d'aquelles ciutats.
Després de Lisímac (que va regnar fins al 281 aC), la ciutat no va trigar a caure sota protecció de Pèrgam. Un conflicte va enfrontar el rei Àtal amb Roma amb motiu de l'assignació al temple d'Àrtemis dels llacs anomenats Selinúsies, a la desembocadura del Caïstre, que eren molt abundants en pesca. Els reis de Pèrgam els havien tret del domini del temple, però els romans van restaurar els seus drets. Els publicans romans els consideraven subjecte d'impost i se'n van apoderar per la força. Com que els publicans en van agafar les rendes, els efesis van enviar el geògraf Artemidor d'Efes com a delegat a Roma. El senat romà va reconèixer els drets del temple i a Artemidor se li va erigir una estàtua d'or.
Antíoc III durant la seva guerra amb els romans va passar l'hivern a Efes. La flota selèucida es va enfrontar a la romana de Pèrgam a Coricos i l'almirall selèucida Polixènides hi va ser derrotat i es va haver de retirar a Efes. Després de la batalla de Magnèsia l'any 190 aC, els romans la van ocupar. Luci Corneli Escipió Asiàtic el Vell va distribuir les seves tropes per passar l'hivern un terç a Magnèsia, un altre a Tralles i un a Efes. Després de la guerra, els romans van donar la ciutat a Àtal de Pèrgam, així com altres ciutats i comarques.
L'any 133 aC, Àtal va morir i va deixar els seus dominis a Roma, però Aristonic, fill del rei Èumenes i d'una dona d'Efes, es va rebel·lar i va voler ocupar el regne. Efes li va fer front i el va derrotar en la batalla naval de Cime. Es va crear la província d'Àsia, de la qual Efes en va ser la capital i la residència del governador, i també era capçalera d'un convent jurídic. El districte comprenia "Cesarientes et Augustas Cilbiani inferiores et superiores, Mysomacedones, Mastaurenses, Briullitae, Hypaepeni, Dioshieritae", segons Plini el Vell.
Quan Mitridates va envair Jònia, Efes el va rebre bé i es van enderrocar les estàtues dels romans, segons diu Apià. Mitridates va ordenar la massacra general dels romans, i els efesis no van respectar als que van demanar l'asil a la ciutat i els van matar. Mitridates va visitar la regió i es va casar amb Monime, la filla de Filopemen a la ciutat d'Estratonicea, a Cària, i va designar a aquest com a governador (ἐπίσκοπος "episkopos") d'Efes. Aviat els efesis es van revoltar i van matar el general Zenobi, el mateix que havia deportat la gent de Quios. Sul·la, després de derrotar Mitridates, va castigar Efes, a la qual va imposar una dura contribució.
Efes, després d'això, ja no va tenir una autonomia real. Era un port dels romans. Ciceró va ser-hi el 51 aC, quan va anar a la seva província de Cilícia, i diu que el van rebre com si fos el governador de la ciutat. Després de la batalla de Farsàlia, Quint Metel Escipió, que era a Efes, va voler arrabassar els diners del temple, però Pompeu el va cridar per unir-se a ell a l'Epir.
Després de la derrota de Marc Juni Brutus i Gai Cassi Longí en la batalla de Filipos, Marc Antoni va visitar Efes i va fer-hi esplèndids sacrificis a la dea. Va perdonar els partidaris dels derrotats que s'havien refugiat al temple (tots menys dos) i va exigir als efesis el tribut de 10 anys en un sol any, argumentant que Efes havia donat en dos anys els tributs de 10 anys a Brut i Cassi. Els efesis van demanar perdó i van explicar que havien estat obligats a donar els tributs i ja no els quedava res, i llavors Antoni va acceptar les taxes de 9 anys a pagar en dos anys, diu Apià.
A Efes, en un santuari del temple de Diana, Marc Antoni va capturar els germans de Cleòpatra i els va fer matar segons Dió Cassi, però Apià diu que va ser Arsínoe, la germana de Cleòpatra qui va ordenar les morts, i que el fet va passar al temple d'Àrtemis i Leucofrina a Milet, i que Arsínoe havia estat allí rebuda com a reina pel gran sacerdot local Megabizos, cosa que després Marc Antoni li va retreure.
Abans de la batalla d'Àccium, la flota de Marc Antoni i Cleòpatra era a Efes, on va arribar amb la reina. Després de la batalla, l'any 31 aC, Efes, per suggestió d'Octavi August, va dedicar estàtues a Juli Cèsar a qui havia divinitzat.

## Fills il·lustres
Alguns homes il·lustres de la ciutat, segons Estrabó van ser:
- Heraclit l'Obscur, il·lustre filòsof.
- Hermodor d'Efes, un polític exiliat que va instruir als romans en el dret grec.
- Hipònax d'Efes, poeta.
- Parrasi, pintor.
- Apel·les de Colofó, a qui Estrabó fa efesi sense ser-ho.
- Alexandre l'il·luminat, polític i escriptor d'història, astronomia i geografia, en poemes de vers hexàmetre.

Altres personatges notables no esmentats per Estrabó:
- Cal·lí d'Efes, poeta.
- Artemidor d'Efes, geògraf.
- Zenòdot d'Efes, bibliotecari d'Alexandria.
- Màxim d'Efes, filòsof neoplatònic mestre de Julià l'Apòstata.
- Agàsies d'Efes, escultor.

## La ciutat sota l'Imperi Romà
Durant l'Imperi la ciutat va prosperar. Quan la va visitar Estrabó, era molt rica i s'hi feia tota mena de comerç i tota la regió, fins a Capadòcia, era plena de camins (vies) que facilitaven l'intercanvi comercial. Diu que hi havia un senat (gerúsia) amb uns funcionaris anomenats epilects que gestionaven els assumptes de la ciutat, senat que havia estat instituït per Lisímac. La ciutat reunia la Bulé, tenia un grammateus (γραμματεύς), funcionari comú a totes les ciutats gregues, i un arcont es cuidava del registre de títols.
A l'època de Tiberi hi havia grans queixes sobre l'abús del dret d'asil al temple d'Efes, dret que va voler eliminar, però els efesis s'hi van oposar dient que havia estat reconegut per perses, macedonis i romans fins aquell moment. Plutarc diu que el dret d'asil s'utilitzava normalment per delinqüents i deutors. El port es va arreglar en temps de Neró, per obra del procònsol d'Àsia, Barea Sorà.
L'any 262, la ciutat i el temple van ser assolats pels gots. El temple va quedar destruït i ja no es va reconstruir. Des de llavors va perdre importància.

## Pau de Tars i els efesis
Pau de Tars va visitar Efes i s'hi va estar tres anys. Una església cristiana es va establir aviat a la ciutat. La carta de Pau als efesis forma part del Nou testament. El 22 de juny del 341, es va celebrar a la ciutat el III Concili d'Efes convocat pel papa Celestí I i impulsat per Ciril I d'Alexandria per combatre el nestorianisme.

## Els darrers segles
La ciutat va patir atacs musulmans als segles VII, VIII i IX. Al segle XI la van atacar els turcs selèucides. Va acabar desapareixent al segle xiii o amb l'arribada de Tamerlà (1400). Tamerlà va acampar allí i l'anomena Ayazlic.

## Ruïnes

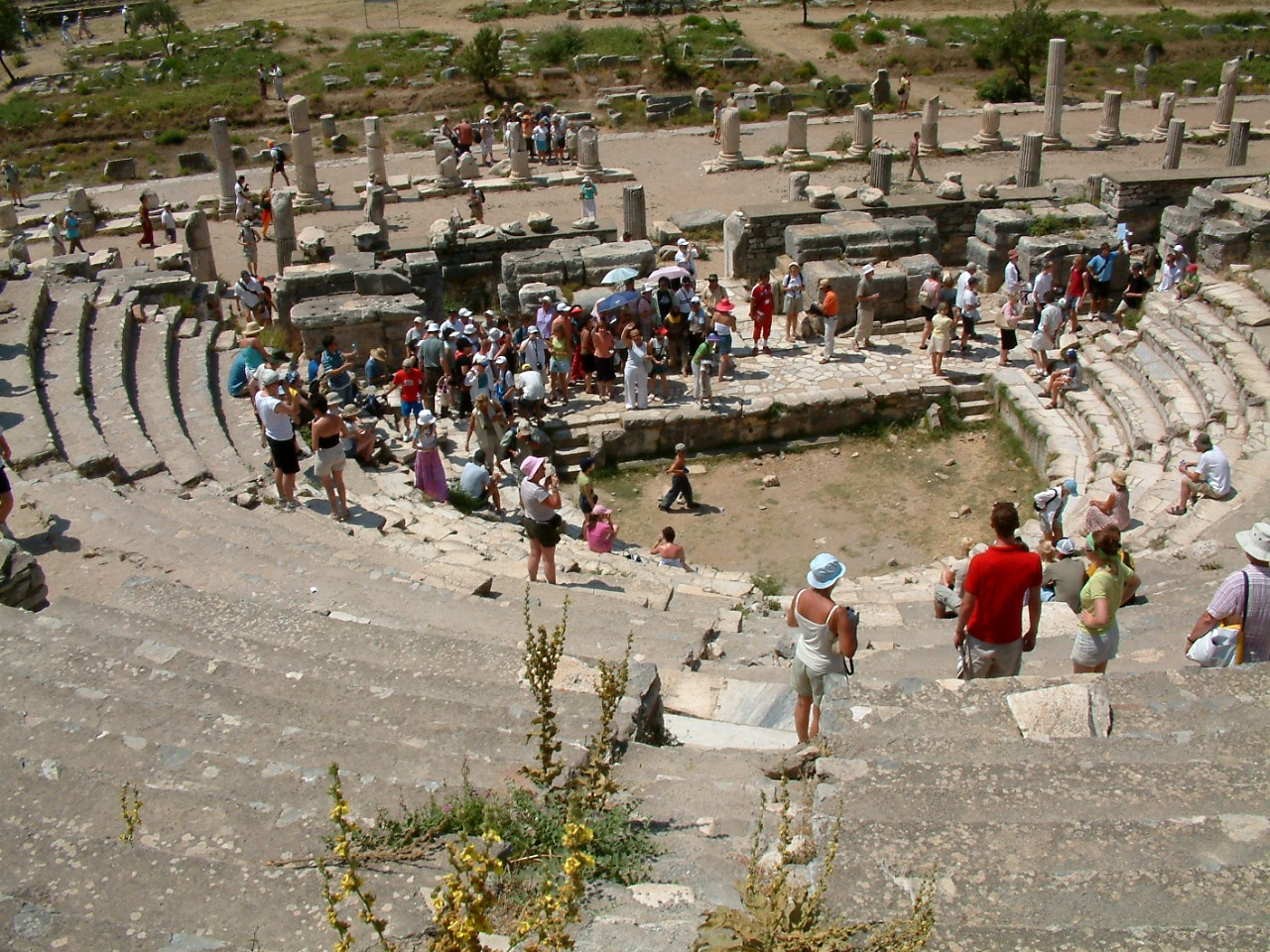
Odeó.

Cal esmentar entre les coses que es conserven parcialment:
- El Temple d'Àrtemis, una de les set meravelles del món antic, amb 120 columnes de 20 metres d'altura (de les quals, només en resta una).
- El teatre, amb capacitat per a 25.000 persones i que acollia també espectacles de circ.
- Odèon
- El Temple de Diana.
- L'estadi.
- Temple corinti.
- Pedreres de Prion.
- La biblioteca de Cels, un ciutadà romà que la va construir en memòria del seu pare.
- La caseta de Maria, on la llegenda diu que va viure i morir la Verge Maria (és del segle vii).
- L'església de Sant Joan, del segle vi, lloc on suposadament Joan Evangelista va escriure el seu evangeli.

## Culte d'Àrtemis

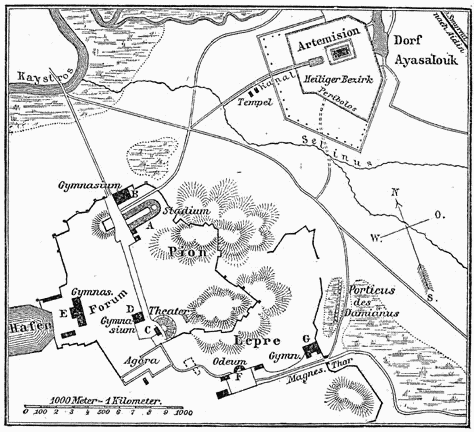
Plànol de l'antiga Efes.

Els jonis ja van trobar establert el culte a Àrtemis quan van arribar al país (o almenys a una deïtat amb molts pits a la qual van donar aquest nom). En temps de Cresos ja existia el temple. L'heraion era més gran que el de Samos, construït per Teodor i Recos. L'arquitecte d'Efes és esmentat per Estrabó sota el nom de Quersífron, i després fou ampliat per un altre. L'estàtua de la dea era d'or. A la rodalia del temple, hi havia el rierol anomenat Selinunt. Xenofont era a Efes quan es va unir a Agesilau en la seva marxa d'Àsia a Beòcia i hi va fer ofrenes en nom dels deu mil. El culte a Àrtemis el van portar els foceus a Massàlia i aquesta a les seves factories. El temple va ser incendiat per Heròstrat, segon es diu, la nit en què va néixer Alexandre el Gran, amb l'únic propòsit de fer-se famós, però el va reconstruir un arquitecte amb el nom probable, difícil de llegir a Estrabó, seria Dinòcrates, segurament Dinòcrates de Macedònia. Alexandre, quan va entrar a la ciutat, va oferir de pagar totes les despeses de reconstrucció, però la ciutat no ho va acceptar i es va limitar a posar el nom del conqueridor al temple. La reconstrucció va durar 220 anys, tot i que la gent d'Efes hi van col·laborar al màxim. Estava construït en un terreny pantanós per protegir-lo dels terratrèmols i va restar-hi fins a la incursió dels gots del 262. La festa més important dedicada a l'Àrtemis Efèsia eren les Efèsies, una festivitat panjònica.

## Els set dorments d'Efes
La Llegenda àuria parla de set funcionaris del Palau d'Efes que durant la persecució dels cristians organitzada per l'emperador romà Deci (249-251), van ser acusats de cristians. Van repartir els seus diners entre els pobres i es van amagar en una cova propera. L'emperador els va cercar tots set, i quan els va trobar va fer emparedar l'entrada de la cova. Van romandre misteriosament adormits, i no els van trobar fins al regnat de l'emperador Teodosi II el Jove l'any 378.